# La Florida, Zihuateutla
La Florida är en ort i Mexiko.   Den ligger i kommunen Zihuateutla och delstaten Puebla, i den sydöstra delen av landet, 170 km nordost om huvudstaden Mexico City. La Florida ligger 638 meter över havet och antalet invånare är 204.
Terrängen runt La Florida är huvudsakligen kuperad. La Florida ligger uppe på en höjd. Runt La Florida är det ganska tätbefolkat, med 60 invånare per kvadratkilometer. Närmaste större samhälle är Jopala, 17,3 km söder om La Florida. Omgivningarna runt La Florida är en mosaik av jordbruksmark och naturlig växtlighet.